# Desa Luwunggede (administrativ by i Indonesien, lat -6,97, long 108,92)
Desa Luwunggede är en administrativ by i Indonesien.   Den ligger i provinsen Jawa Tengah, i den västra delen av landet, 240 km öster om huvudstaden Jakarta.